# Norman Selfe
Norman Selfe (Teddington, 9 dicembre 1839 – Sydney, 15 ottobre 1911) è stato un ingegnere, architetto e inventore inglese. Fu inoltre un urbanista e un ferreo sostenitore dell'educazione tecnica. Da ragazzo emigrò dall'Inghilterra a Sydney con la sua famiglia. In Australia divenne un apprendista ingegnere, seguendo le orme di suo padre. Selfe disegnò molti ponti, banchine, barche e macchinari di precisione per la città. Introdusse inoltre nuovi sistemi di refrigerazione, idraulici, elettrici e di trasporto. Per questi risultati ha ricevuto diversi riconoscimenti internazionali.
Dopo che Selfe vinse il secondo concorso pubblico per il progetto di un ponte e decenni prima che il Sydney Harbour Bridge fosse costruito, la città arrivò vicino alla costruzione di un ponte a sbalzo in acciaio progettato da Selfe che attraversava il porto.

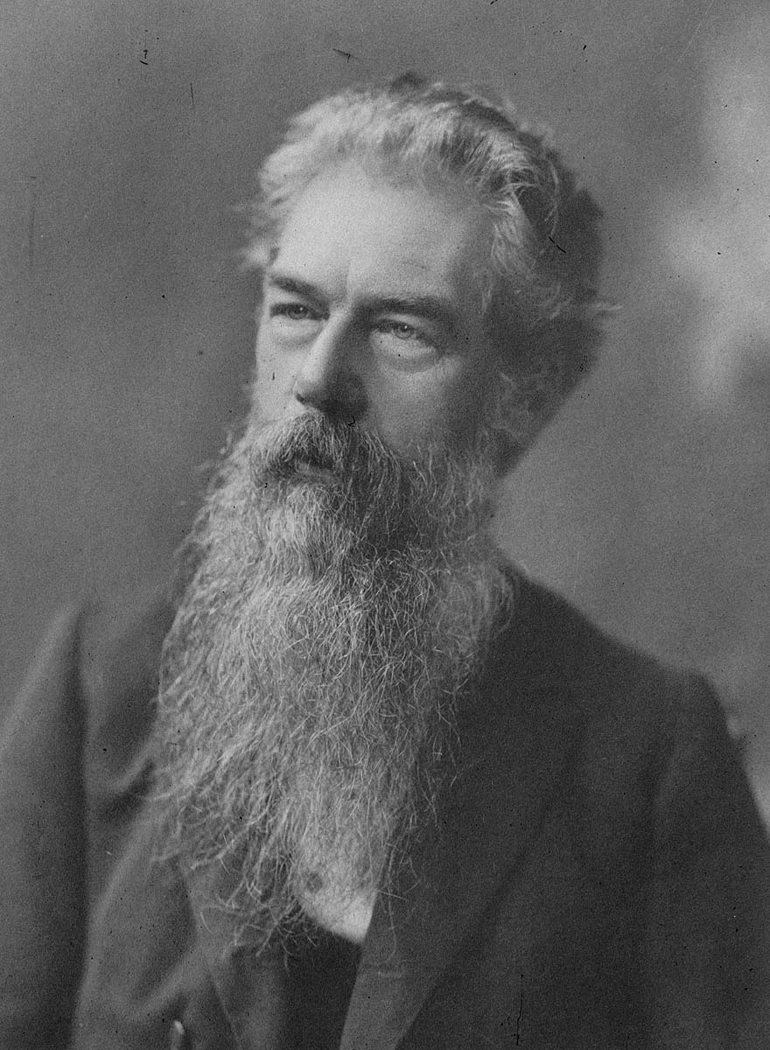
Ritratto in studio di Selfe

Selfe è stato onorato durante la sua vita dal nome del sobborgo di Sydney Normanhurst, dove la sua grande casa Gilligaloola è un punto di riferimento locale. Era energeticamente coinvolto in organizzazioni come la Sydney Mechanics' School of Arts e la Australian Historical Society. Come presidente del Board of Technical Education, combatté costantemente per l'istituzione di un sistema indipendente di istruzione tecnica per soddisfare le esigenze di una società che si stava rapidamente industrializzando. Fu riconosciuto alla sua morte come una delle persone più conosciute e influenti della città di Sydney.

## Biografia
Selfe proveniva da una famiglia di inventori e ingegneri. Entrambe le parti della sua famiglia provenivano da Kingston upon Thames a Londra, dove suo nonno possedeva un impianto idraulico e di ingegneria. Suo padre Henry era un idraulico e un inventore, la cui manichetta antincendio ad alta pressione fu esposta alla Great Exhibition nel Crystal Palace di Londra nel 1851. Il cugino di Selfe, Edward Muggeridge, è cresciuto nella stessa città, ma si è trasferito negli Stati Uniti nel 1855, cambiando nome in Eadweard Muybridge, raggiungendo la fama mondiale come pioniere nell'allora nuovo campo della fotografia.
La famiglia Selfe approdò sulla Circular Quay di Sydney nel gennaio 1855, quando Norman aveva 15 anni. Uno dei motivi per cui emigrarono nella colonia del Nuovo Galles del Sud fu per permettere a lui e a suo fratello Harry di svolgere apprendistati ingegneristici senza dover pagare il pesante sovrapprezzo richiesto dalle grandi ditte londinesi. Inizialmente risiedevano nel vicino distretto di Rocks in una piccola casa che in precedenza era stata la prima casa di Sydney di Mary Reibey, una ex detenuta che divenne la prima donna d'affari australiana. I genitori di Selfe nutrivano grandi aspettative nei confronti dei loro figli, in particolare su Norman, la cui abilità in matematica e disegno era evidente fin dalla giovane età. I fratelli si guadagnarono una reputazione per l'innovazione durante la loro gioventù e furono i primi a costruire un velocipede nel paese.
Selfe iniziò molto rapidamente la sua carriera come ingegnere, come impiegato nella bottega dell'esperto di ferro Peter Nicol Russell, nella cui ditta lavorò in diversi dipartimenti e alla fine divenne il suo dipendente principale. Rimase lì fino al 1864. Nel 1859, quando PN Russell & Co si espanse in Barker Street vicino al capolinea di Darling Harbour, Selfe elaborò i piani per i nuovi lavori e il pontile e ne curò la costruzione. In un discorso alla sezione di ingegneria della Royal Society of New South Wales nel 1900, Selfe ricordò il suo lavoro per Russell:
Mentre lavorava per Russell, Selfe apportò diverse innovazioni nella progettazione e costruzione di draghe per "rendere più profondi i nostri porti e fiumi" - qualcosa di cruciale importanza per la nascente industria di Sydney. In seguito ha ricordato il successo di Pluto, una delle sue draghe acquistate dal governo:

## Inventore e ingegnere
Nel 1861 Selfe ricevette un riconoscimento internazionale quando la rivista inglese The Engineer pubblicò le illustrazioni dei suoi progetti per una delle prime macchine refrigeranti. Una di queste macchine fu installata dietro il Royal Hotel di George Street, nelle fabbriche di ghiaccio di Sydney - uno dei primi impianti di refrigerazione commerciale al mondo. I decenni successivi all'arrivo di Selfe in Australia furono anni di svolta nello sviluppo della tecnologia di refrigerazione, ed egli fu strettamente coinvolto con la sua evoluzione. L'introduzione della refrigerazione nella colonia ha rivoluzionato l'agricoltura, permettendo l'espansione dell'insediamento e reso possibile l'esportazione di carne e prodotti caseari. A Sydney, la refrigerazione ha cambiato le pratiche commerciali e ha portato alla definitiva scomparsa dei caseifici cittadini. Selfe divenne un'autorità internazionale per l'ingegneria del freddo; scrisse articoli e alla fine un libro di testo definitivo sull'argomento, pubblicato negli Stati Uniti nel 1900.

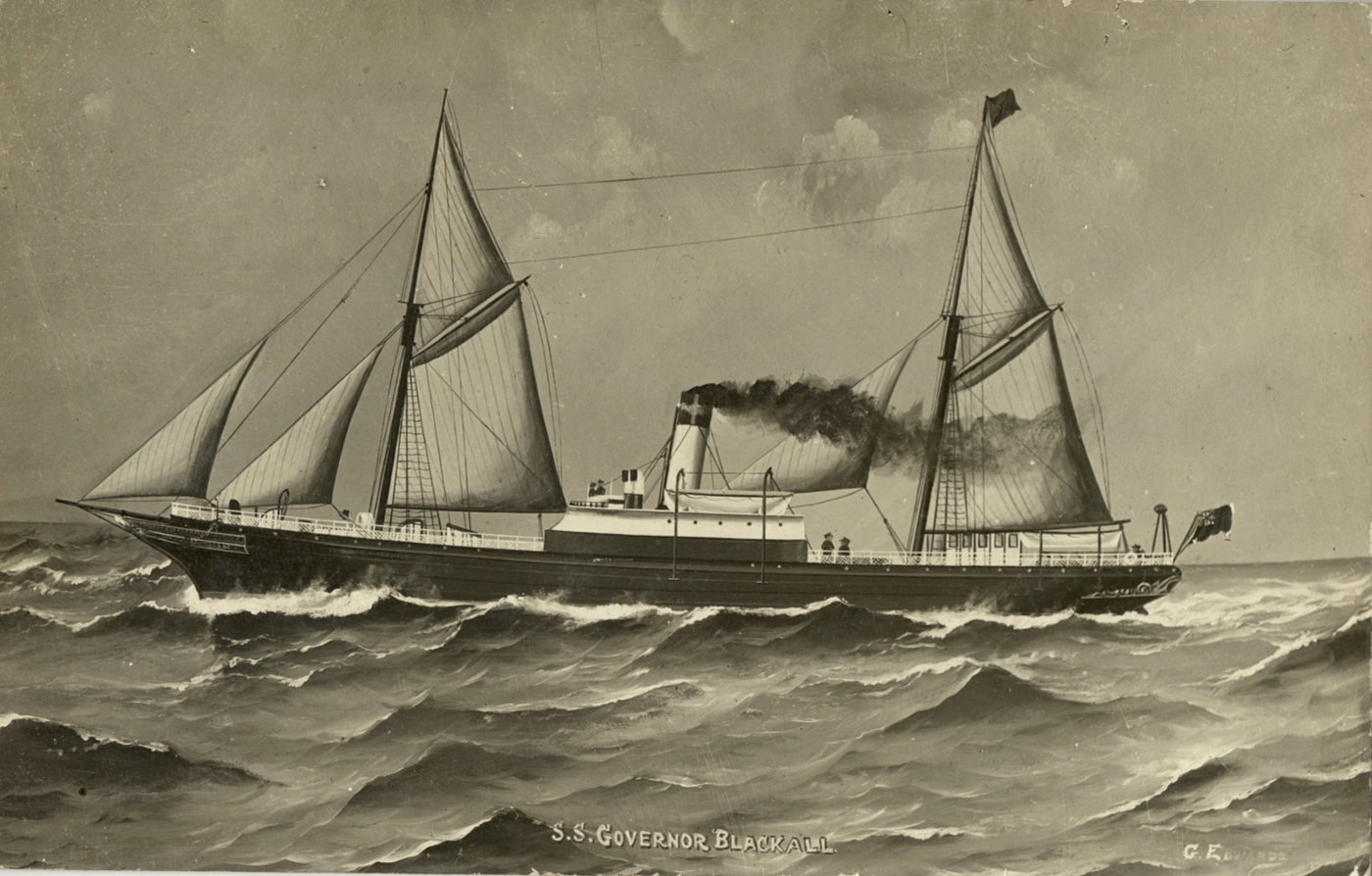
Illustrazione della SS Governor Blackall

Dopo aver lasciato Russell, Selfe entrò in società con il suo ex datore di lavoro James Dunlop. Progettarono e costruirono importanti installazioni per la compagnia australiana di oli minerali, la Western Kerosene Oil Company e l'australiana Gas Light Company. Nel 1869 Selfe fu nominato nel ruolo di "capo disegnatore e ingegnere scientifico" presso la Mort's Dock and Engineering Company a Balmain. Nel 1869 svolgendo questo ruolo ha supervisionato la progettazione e la costruzione della nave postale SS Governatore Blackall, che gli fu personalmente richiesta per il governo del Queensland dal Premier Charles Lilley. La nave di Sydney, ma di proprietà del Queensland, era un tentativo di rompere quello che fu in seguito descritto come il "monopolio capriccioso" dell'Australianian Steam Navigation Company sul commercio costiero e la consegna di posta dall'Inghilterra. Tuttavia, alla fine ha causato la caduta politica di Lilley dato che aveva firmato il contratto senza consultare i suoi colleghi.

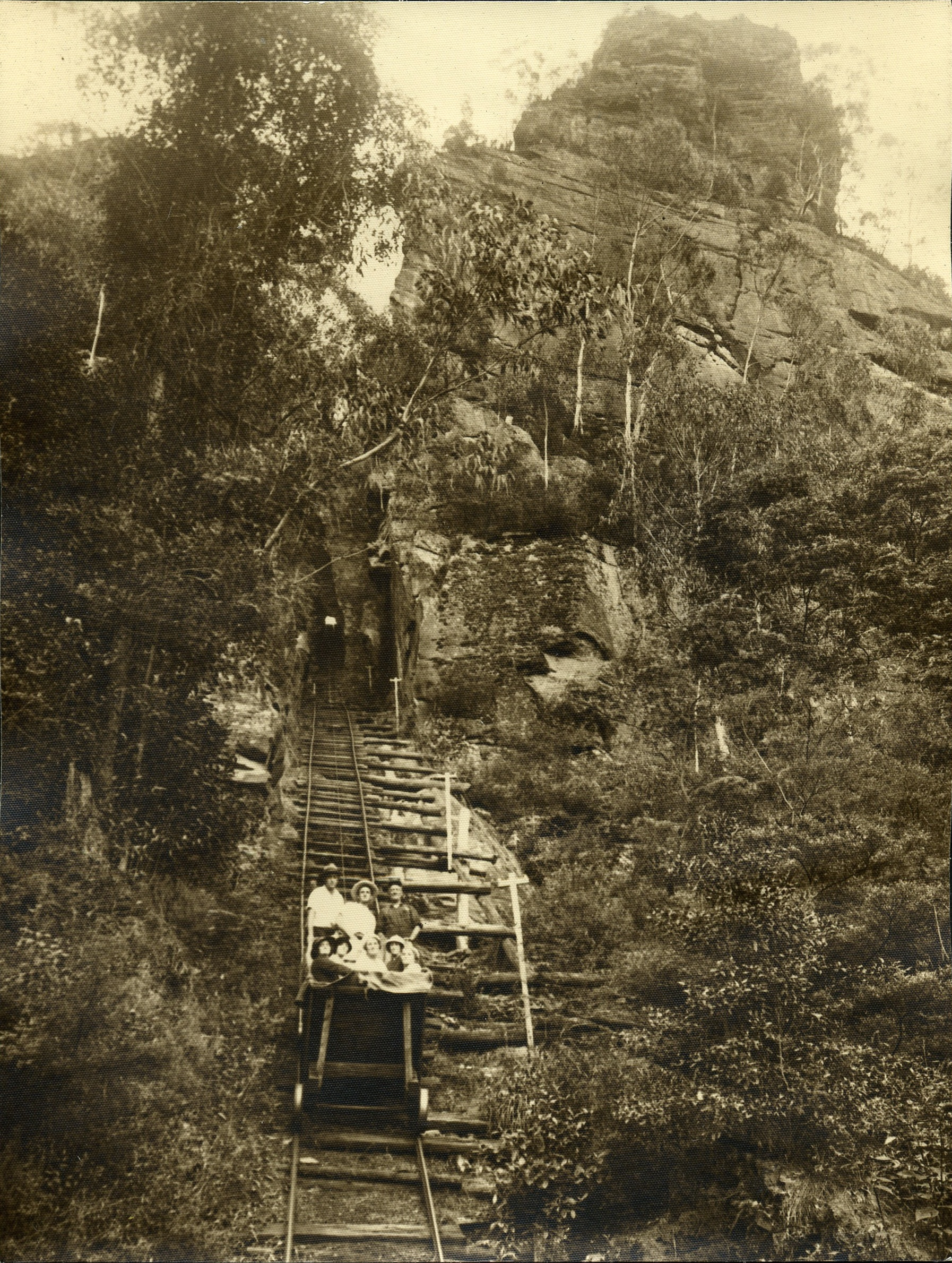
I turisti visitano con la miniera di carbone sulla "ferrovia panoramica", 1915

Selfe lasciò Mort's nel 1877 per esercitare come consulente tecnico al 141 di Pitt Street, guadagnandosi una reputazione per la sua versatilità e originalità. Tra il 1884 e il 1885 fece un viaggio oltreoceano attraverso l'America, la Gran Bretagna e l'Europa continentale. Durante il viaggio visitò opere di ingegneria e strutture di formazione tecnica alla ricerca di nuove idee da riportare a Sydney. Al suo ritorno Selfe creò un nuovo ufficio in Lloyd's Chambers al 348 George Street. In seguito passò al numero 279 dove gestì la società di consulenza fino alla sua morte nel 1911. Alla fine degli anni '90 ingaggiò William Dixson come ingegnere, che in seguito avrebbe fatto una importante donazione alla State Library del New South Wales. La collezione di carte e disegni di Selfe è stata donata alla stessa biblioteca che il suo ex dipendente ha notevolmente aiutato a crescere.
Selfe progettò gli scafi o le macchine per circa 50 navi a vapore, incluse due torpediniere per il governo del Nuovo Galles del Sud. Secondo Selfe furono le barche più veloci nel porto per 20 anni. Gli scafi a doppia estremità restano il design degli attuali traghetti di "classe d'acqua dolce" di Sydney. Progettò il primo muro di banchina in cemento nel porto di Sydney e banchine per le navi di acque profonde. Progettò inoltre le prime macchine per la produzione di ghiaccio nel Nuovo Galles del Sud, introdusse i primi impianti di risalita, brevettò un sistema migliorato di lana per balle che aumentò la capacità di quattro volte e supervisionò le installazioni di luci idrauliche ed elettriche nella città e le carrozze sulla sua rete ferroviaria. Progettò mulini, acquedotti e stazioni di pompaggio, comprese le pompe ad alto livello nel serbatoio di Crown Street. Realizzò importanti installazioni di illuminazione elettrica presso il grande magazzino Anthony Hordern & Sons e l'Hotel Australia, e fornì un sistema di acqua calda per l'hotel. Ha progettato macchinari per fabbriche, caseifici e ferrovie, tra cui, nel 1878, la pendenza di quella che ora è l'attrazione della ferrovia panoramica a Katoomba nelle Blue Mountains - che si afferma essere la più ripida del mondo. Il suo scopo originale era il trasporto di carbone dalla Jamison Valley alla cima della scogliera.
Durante la sua vita Selfe ha ricevuto riconoscimenti sia locali che internazionali per le sue capacità ingegneristiche. Fu presidente di entrambe le organizzazioni degli ingegneri meccanici australiani e degli architetti navali, nonché membro di entrambe le organizzazioni equivalenti britanniche. Fu anche eletto membro a pieno titolo della Institution of Civil Engineers inglese e, in virtù dei suoi scritti pubblicati anche a Chicago, anche membro onorario di un'associazione di ingegneria americana.

## Vita privata
Quando Selfe, dopo il suo apprendistato ottenne un lavoro stabile, portò la sua famiglia da The Rocks a vivere a Balmain. Selfe comprò terreni sul lungomare e costruì due case a schiera chiamate Normanton e Maybank, che si trovano ancora al 21 e al 23 di Wharf Road, Birchgrove. È probabile che Selfe abbia condiviso Normanton con la madre vedova. Alla porta accanto viveva suo fratello Harry, sua sorella Maybanke e suo cognato Edmund Wolstenholme.
Selfe era un fratello solidale, sia emotivamente che materialmente. Sua sorella Maybanke partorì sette figli con il suo primo marito Edmund, quattro dei quali sono morti da bambini a causa della tubercolosi. Fornì anche supporto finanziario dopo che il matrimonio di Maybanke finì. Maybanke ha guadagnato fama a pieno diritto come suffragista e pioniera dell'istruzione per donne e ragazze. Nel 1890 il fratello e la sorella fecero una campagna insieme per la riforma dell'istruzione.

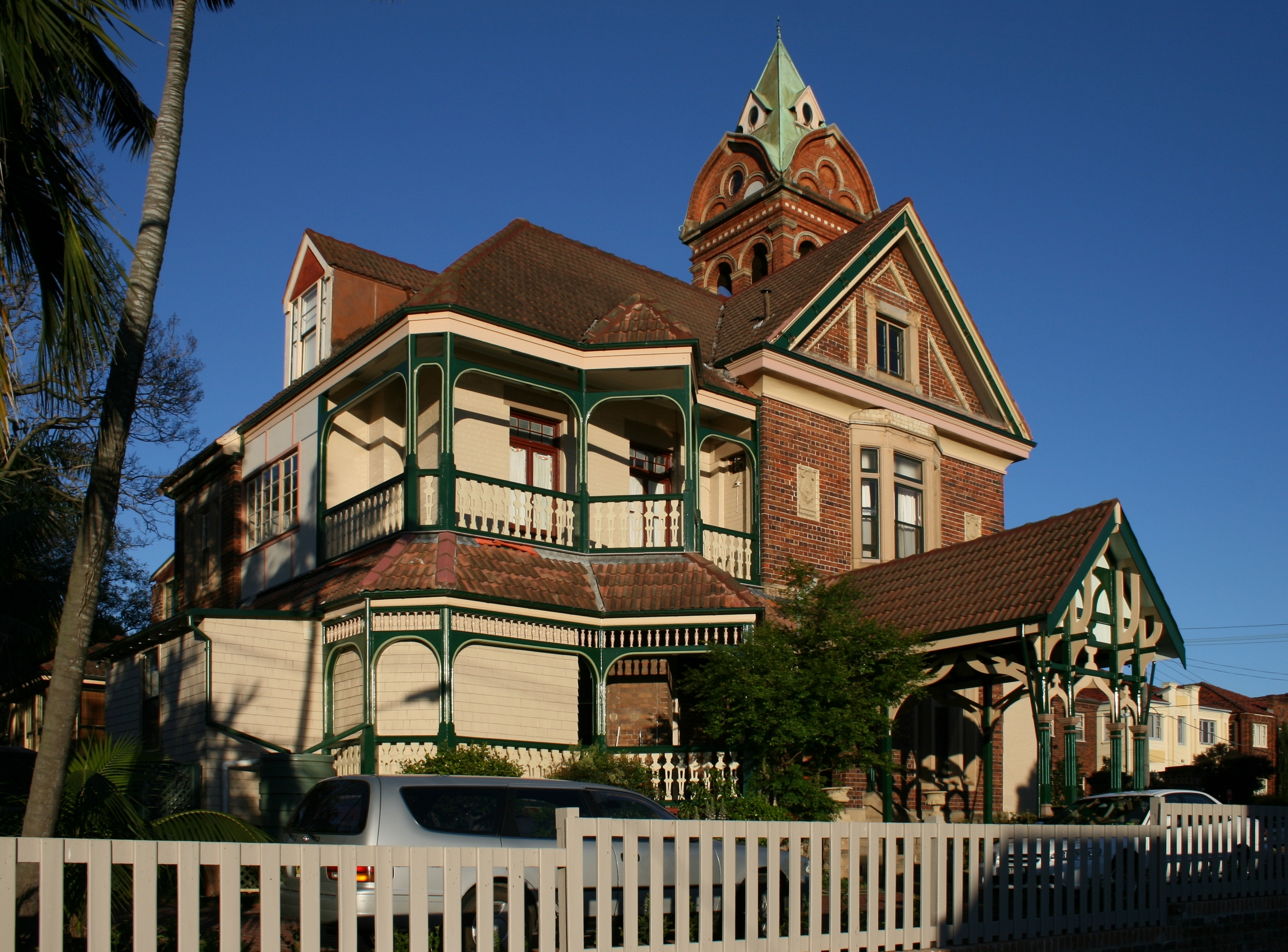
Amesbury, progettata da Selfe e costruito nel 1888

Il 10 ottobre 1872 nella chiesa di St. Mary, Balmain Selfe sposò Emily Ann Booth, figlia di John Booth, noto costruttore navale e primo sindaco di Balmain (e precedentemente membro per l'East Macquarie nel parlamento coloniale). Hanno vissuto per molti anni a Rockleigh in Donnelly Street, Balmain, una casa che è stata oggi demolita. Nel 1884 nacque la loro prima figlia, Rhoda Jane, seguita da una figlia nata nel 1886, e poi Norma Catherine nel 1888. Nel 1885 Selfe acquistò un terreno ad Ashfield e progettò una grande casa chiamata Amesbury. All'epoca descritta come avente "più novità sia esternamente che internamente di qualsiasi altra casa nella colonia" tra cui i rilievi in terracotta di menura sulla parete frontale creati dall'artista Lucien Henry e una torre costruita appositamente per Selfe per perseguire il suo hobby di astronomia. Costruito intorno al 1888 per onorare il centenario della colonia, Amesbury si trova ancora al 78 di Alt Street ed è stato utilizzato da Brahma Kumaris dal 1986 come sua sede australiana fino al 2014 quando è stata messa all'asta per oltre 3,5 milioni di dollari. Da bambina, Rhoda e Norma frequentavano la scuola della zia Maybanke a Dulwich Hill. Da adulte, si sono formate in Italia con l'educatrice Maria Montessori per poi tornare a Sydney per aprire una propria scuola Montessori nell'edificio noto come Warwick a Bland Street, Ashfield.
Intorno al 1894, la famiglia si trasferì, nella contea di Hornsby, dove una nuova casa progettata da Selfe, Gilligaloola, fu costruita su 11 acri (4,5 ettari) acquistati da Selfe dieci anni prima. Situato in quella che ora è Pennant Hills Road, la casa è ancora un punto di riferimento locale, notevole per la sua torre caratteristica e i suoi camini gemelli. Selfe era un cittadino impegnato e un portavoce per la comunità locale, tanto che quando le ferrovie ebbero bisogno di scegliere un nome per la località, la comunità scelse Normanhurst (anche se lo stesso Selfe riteneva che St Normans sarebbe stato "molto più elegante e suggestivo").
Il 12 maggio 1906, quattro anni dopo la morte della sua prima moglie, Selfe sposò Marion Bolton a Chiesa di San Filippo a Sydney.

### Morte

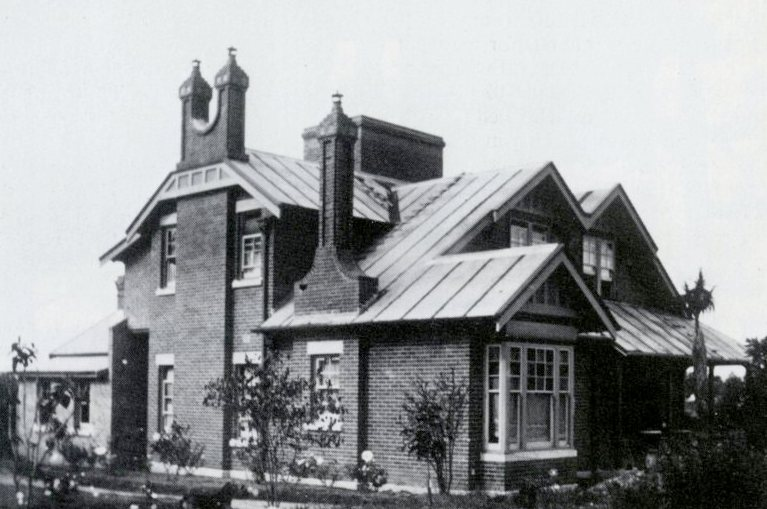
La casa progettata da Selfe Gilligaloola in cui visse fino alla sua morte

Selfe morì improvvisamente il 15 ottobre 1911. Il suo certificato di morte indica la causa della morte come "insufficienza cardiaca causata dallo sforzo". Sua figlia Norma riferì alcuni dettagli ad un giornalista nel 1957. Ha detto:
Norma riferì che suo padre era stato sanguigno fino alla fine, giocherellava con i suoi nipoti e imparava a suonare l'oboe. Tuttavia, altri rapporti suggeriscono che Selfe stava nascondendo un amaro senso di delusione alla fine della sua vita, in particolare sull'affare Harbour Bridge. Il suo necrologio nella rivista Building si chiudeva con:
I funerali di Selfe si tennero nella chiesa di San Paolo, a Wahroonga, dove era stato un amministratore della chiesa. Fu sepolto nel cimitero di Gore Hill in presenza di un grande raduno di uomini d'affari e rappresentanti delle organizzazioni nelle quali era stato coinvolto. Lasciò le sue due figlie dal suo primo matrimonio, Rhoda e Norma, e sua seconda moglie, Marion. La sua tenuta era valutata per l'omologazione a circa £ 5000. Ventuno anni dopo, l'11 marzo 1932, il corpo carbonizzato di Marion fu ritrovato nella sua nuova casa, anch'essa a Normanhurst, dove viveva da sola, dopo aver dato fuoco ai suoi vestiti mentre accendeva una candela. Marion fu sepolta accanto a Norman. Le ceneri di Rhoda furono poste nelle vicinanze quando morì all'età di 69 anni nel 1954, mentre viveva ancora nella casa Gilligaloola.